# Колєсніков Дмитро Володимирович
Колєсніков Дмитро Володимирович (нар. 6 червня 1967, село Пирятин, СРСР) — український продюсер. У 2004 році був ініціатором створення об'єднання прокатників та кінодистриб'юторів «Асоціація сприяння розвитку кінематографа в Україні» (АСРКвУ) і відтоді є членом правління АСРКвУ. У 2005 році був ініціатором створення Асоціації продюсерів Україні (АПУ) і відтоді є спів-головою АПУ.

## Життєпис
Народився Дмитро Колєсніков 6 червня 1967 у селі Пирятин, Полтавської обласні.

### Освіта
- 1984—1989 — Київське Вище інженерне училище бронетанкових військ. Спеціальність: інженер-механік. Дипломна робота — «Автоматизація управління підприємством Дарницькій танкоремонтний завод. Експлуатація та обслуговування бронетанкового озброєння і техніки».
- 1994 — Міжнародний Інститут Бізнесу.

### Робота
- серпень 1984 — серпень 1994 — Військова служба у Збройних силах СРСР а згодом у Збройних силах України.
- серпень 1994 — листопад 1997 — ТОВ «Київ Ленд» торгівля комп'ютерними товарами, керівник напрямку комп'ютерної техніки. Куратор та спонсор дитячої програми «Вечірня казка» УТ-1
- січень 1998 — листопад 1999 — Кіностудія ім. О. Довженка, продюсер художнього фільму «Мийники автомобілів».
- лютий 2001 — червень 2002 — Національний науково-дослідний реставраційний центр України, інженер відеоцентру.
- серпень 2002 — лютий 2004 — Державне підприємство «Українське Агентство з авторських та суміжних прав», керівник відділу аудіовізуальних прав.
- березень 2002 — травень 2007 — АТЗТ «Українська незалежна ТБ-корпорація», телеканал «Інтер». Виконавчий продюсер ТО «Мелорама», виконавчий продюсер телеканалу «Інтер», директор кінокомпанії Film.ua, продюсер продакт плейсемент кінокомпанії Film.ua. У 2006 став продюсером кінокомпанії «AMEDIA UKRAINE» / Амедіа Україна (Телеканал «Інтер»). У 2002 році Колєсніков став першим директором кінокомпанії «Film.ua», а у 2003—2004 роках допоміг у розробці системи Product Placement кінокомпанії Film.ua для кіноринку України спільно з телеканалом Інтер (вебсайт: http://www.productplacement.com.ua [Архівовано 3 квітня 2022 у Wayback Machine.] )
- травень 2007 — січень 2009 — ТО «Кіновідродження», виконавчий продюсер
- Вересень 2009 — Жовтень 2017 — ТОВ «Кінотур», продюсер, заступником директора. Колєсніков був ініціатором створення першої в Україні цифровий лабораторії замкнутого циклу фіналізації та мастерингу повнометражних художніх кінофільмів, «Кінотур» (вебсайт: http://kinotur.ua [Архівовано 6 червня 2022 у Wayback Machine.])

### Членство в громадських організаціях

#### Приватні
- 2013—2017 — Член журі конкурсу «Коронація слова»
- 2002 рік — Колєсніков виступив ініціатором проведення та продюсером першого в Міжнародного кінофоруму «Кіноекспо Україна» спільно з продюсером Андрієм Різолем. У 2002 році Колєсніков підписав в російському місті Санкт-Петербург угоду про початок розробки та проведення спільного російсько-українського кінофоруму «Кіноекспо Україна».
- 2004 — донині — Ініціатор створення об'єднання прокатників і дистриб'юторів України «Асоціація сприяння розвитку кінематографа в України» (АСРКвУ). Член правління Асоціації. У 2005 році ця організація провела перший кінофорум в Україні «Кінофорум Україна».
- 2005 — донині — Ініціатор створення Асоціації Продюсерів України, обраний Генеральним директором та віце-президентом. У 2006 році переобраний віце-президентом АПУ. (вебсайт: http://producer.com.ua [Архівовано 3 червня 2022 у Wayback Machine.]). У 2011 році був ініціатором створення Оскарівського комітету України при Асоціації продюсерів України і став членом комітету.
- 2012 — донині — Голова аудіовізуального авторського суспільства «АРМА УКРАЇНА» http://www.arma-ua.org [Архівовано 27 березня 2022 у Wayback Machine.]
- 2017 — донині — Експерт широкого журі Конкурсу сценаріїв та сценарних ідей «СВОЄ КІНО»

#### Державні
- 2007 рік. Член Консультаційного Комітету при Президентові України з реформування кінематографії в Україні.
- 2013—2015 роки. Член експертної ради при Держкіно
- 2013—2016 роки. Член громадської ради при Держкіно та Департаменті інтелектуальної власності
- 2014—2016 роки. Голова комісії з авторських і суміжних прав громадської ради при Міністерстві культури України.

## Фільмографія

### Телебачення та театр
- 1995-96 роки — Спонсор та куратор дитячої передачі «Вечірня казка» на УТ-1. Ведучі С.Бойко та І.Славинський
- 1999 рік — Продюсер дитячого ТВ шоу «Батончик RISS»
- 2000 рік — Продюсер телефільму-запису з балету «Карміна Бурана», прем'єра якого відбулася на «Майдані Незалежності» в день Києва за участі Київського муніципального академічного театру опери та балету для дітей та юнацтва де були задіяні майже 500 балерин та хористів, режисером виступив Віктор Придувалов.
- 2002 рік. Розробник формату програми «Ключовий момент», для телеканалу «Інтер». Мелодрама, виконавчий продюсер.
- 2004—2005 роки. Продюсер телефільму «Королева Бензоколонки 2» HD, випуск на екрани 1 травня 2005 року, режисер Саша Кирієнко. Лідер продажу 2005 року, за тендером між російськими телеканалами ОРТ та РТР.
- 2003 рік. Продюсер забороненого до випуску в 1986 році короткометражного фільму «Кінець канікул», режисер Сергій Лисенко в головній і першої своєї ролі Віктор Цой.

### Повнометражне кіно
- 2000 рік — Продюсер повнометражного художнього фільму «Мийники автомобілів», грант президента України, режисер Володимир Тихий.
- 2002 рік — Продюсер повнометражного художнього фільму «Цикута», режисер Олександр Шапіро. Фільм став культовою картиною в молодіжному середовищі. Тираж фільму декілька разів перевидавався.
- 2006 рік — Ко-продюсер повнометражного фільму «ХеппіПіпл», режисер Олександр Шапіро.
- 2008 рік — Продюсер повнометражного художнього фільму «Ілюзія страху». Фільм висунутий від України на Оскар, режисер Олександр Кірієнко.

## Ставлення до дублювання українською
У 2006 Дмитро Колєсніков був одним з тих, хто виступав проти впровадження обов'язкового дублювання іноземних фільмів українською для кінопрокату в Україні. Зокрема,Асоціації Продюсерів України разом з Андрієм Різолем, Денисом Івановим, Михайлом Соколовим та Ігорем Ігнатьєвим були підписантами відкритого листа до віцепрем'єр-міністра України В'ячеслава Кириленка де пояснювалися причини необхідності скасування урядової постанови № 20 від 16 січня 2006 року, яка зобов'язувала кінопрокатників дублювати фільму українською мовою.